# 手をのばす
手をのばす（てをのばす）は、第74回（2007年度）NHK全国音楽コンクール小学校の部課題曲。作詞は俵万智、作曲は新実徳英。

## 概要
曲は課題曲ではあまり例を見ない八分の六拍子。テンポは付点四分音符=76。また1番と2番間の間奏、サビの途中、3番と4番間の間奏、最後のサビの途中には転調があり、変ホ長調→ホ長調→変ホ長調→ホ長調→変ホ長調と調が上がったり下がったりする。
歌詞の内容はあらゆる場面で自分とまわりとのつながりがあり、そのなかで自分自身を見つけ出すというもの。
この曲の歌詞は、俵万智が平成18年度のオーサービジットの活動で訪問した小学校の子どもたちとの交流をもとに小学生の様子を感じ取り書かれている。また、四季をもとにした歌詞でもある。